# Willy Ngoopos Sunzhel
Willy Ngoopos Sunzhel, né le 28 septembre 1960 à Kikwit, est une personnalité politique  congolaise (RDC).

## Biographie
Il est détenteur d’une licence en Relations internationales, décrochée à l'université de Lubumbashi. Willy Ngoopos Sunzhel est originaire d’Idiofa dans la province du Kwilu.
Il est successivement conseiller politique d’Aubin Minaku, alors président de l'Assemblée nationale, et coordonnateur adjoint à la Cellule technique de l’Assemblée.
Au sein de son parti, le Parti du peuple pour la reconstruction et la démocratie (PPRD), il gravit les échelons jusqu’à devenir secrétaire permanent adjoint.
En 1997, il est chargé de mission au cabinet du vice-ministre de l’Intérieur et ordre public. Ensuite administrateur directeur financier à la SOSIDER, conseiller principal chargé des questions sécuritaires au ministère de la Sécurité et de l’ordre public ; directeur général adjoint à l’Office National de Tourisme ; et enfin, administrateur à l’Office des biens mal acquis (OBMA).
Il est vice-ministre du Budget au sein du gouvernement Badibanga du 30 décembre 2016 au 14 mai 2017 sous le régime du président Joseph Kabila. Il est vice-Premier ministre, ministre des Infrastructures et Travaux publics au sein du gouvernement Ilunga du 6 septembre 2019 au 26 avril 20221 sous la présidence de Félix Tshisekedi.